# 초고왕
초고왕(肖古王, ? ~ 214년, 재위: 166년 ~ 214년)은 백제의 제5대 국왕이다. 개루왕의 장남으로 소고왕(素古王), 속고왕(速古王)이라고도 불렸다. 제8대 고이왕과의 관계는 불확실한데, 고이왕의 친형인가 여부는 이견이 있다. 또한 고이왕이 초고왕의 외삼촌이라는 설도 있다.

## 생애
155년에 신라에서 반란을 일으켰다가 발각되어 망명한 아찬 길선 문제로 양국 사이에 불화가 생겼으며 개루왕의 즉위 후에도 백제의 혼란은 지속되었다.
188년에 모산성을 공격하였다. 189년 음력 7월에는 구양(狗壤, 현재의 충북 옥천)에서 신라와 싸웠으나 크게 패하였다. 190년 신라 서쪽 국경에 있던 원산향(圓山鄕, 현재의 경북 예천)을 공격했으나 전세가 역전되어 후퇴하였고, 신라군은 와산(蛙山, 현재의 충북 보은)까지 추격하였으나 결국 놓쳤다. 204년에는 신라의 요차성(腰車城, 요거성. 현재의 경북 상주)을 함락하고 성주인 설부(薛夫)를 죽였다.
또, 북한강 상류를 타고 내려오는 말갈의 침입에 대비하여 210년 적현성(赤峴城)과 사도성(沙道城)을 쌓아 동부의 민호를 이주시켰다. 214년 북부출신 진과(眞果)에게 말갈의 석문성(石門城)을 공격하도록 하였다. 그러나 말갈이 반격하여 술천(述川, 현재의 경기 여주) 지역까지 백제의 영토가 크게 축소되었다.

## 가계
- 조부 : 기루(己婁, ? ~128, 재위:77~128)
- 조모 : 미상
- 조모 : 미상
  - 부왕 : 개루(蓋婁, ? ~166, 재위:128~166)
  - 왕비 : 미상
    - 국왕 : 초고(肖古, ? ~214, 재위:166~214)
    - 왕비 : 미상
      - 아들 : 구수

    - 동생 : 고이(古尒, ? ~286, 재위:234~286), 이설 있음[2]
    - 동생 : 우수(優壽)

## 같이 보기
- 아달라 이사금 (154년 - 184년)
- 내해 이사금 (184년 - 230년)
- 신대왕 (165년 - 179년)
- 고국천왕 (179년 - 197년)
- 산상왕 (197년 - 227년)
- 김수로왕 (42년?~199년)
- 거등왕 (199년~253년)
- 세이무 천황 (131년~190년)
- 주아이 천황 (190년~200년)
- 진구황후 (200년~270년)